# Prova de tolerância à glicose oral
A prova de tolerância à glicose oral (PTGO), ou teste de tolerância à glicose (TTG) ou ainda teste oral de tolerância à glicose (TOTG), é um exame laboratorial que é geralmente utilizado para realizar o diagnóstico de pré-diabetes, diabetes, resistência à insulina ou disfunção de células beta do pâncreas. Além disso, também pode ser utilizada para diagnóstico de acromegalia e hipoglicemia reativa. Na gestação, o teste é realizado entre 24 e 28 semanas para auxiliar no diagnóstico de diabetes gestacional. No teste padronizado do exame, são realizadas coletas de sangue seriadas após a ingestão de 75 gramas de dextrosol (glicose anidra).
O fundamento do teste é dosar a glicose nestes intervalos e avaliar se a glicose está a ser metabolizada pela insulina (cuja função é transportar a glicose para dentro das células e tecidos, diminuindo a sua concentração no sangue).
Quando a insulina não age de forma correta, diz-se que o paciente tem resistência à Insulina. Se essa resistência for muito acentuada o paciente pode desenvolver diabetes mellitus tipo II, sendo, neste caso, necessário tratamento.
A primeira opção de tratamento é sempre controle da dieta e prática de exercícios físicos. Quando esse tratamento não funciona é necessária a administração de hipoglicemiantes orais e, em situações mais graves, é necessária a administração de insulina.

## Avaliação
| Condição                               | Glicemia P às 2h | Glicemia P jejum         | HbA1c   |
| -------------------------------------- | ---------------- | ------------------------ | ------- |
|                                        | mmol/l(mg/dl)    | mmol/l(mg/dl)            | %       |
| Normal                                 | <7,8 (<140)      | <6,1 (<110)              | <6,0    |
| Anomalia da glicemia em jejum (AGJ)    | <7,8 (<140)      | ≥ 6,1(≥110) & <7,0(<126) | 6,0–6,4 |
| Anomalia da tolerância à glicose (ATG) | ≥7,8 (≥140)      | <7,0 (<126)              | 6,0–6,4 |
| Diabetes mellitus                      | ≥11,1 (≥200)     | ≥7,0 (≥126)              | ≥6,5    |

## Interpretação
A existência de níveis elevados de glicemia após 2 horas da ingestão da carga de 75 gramas de dextrosol mostra uma alteração do metabolismo da glicose, geralmente ocasionado pela resistência à insulina.

Pacientes com valores superiores a 200 mg/dL de glicemia após 2 horas são diagnosticados como diabetes. Nos pacientes que apresentam um valor entre 140 e 199 mg/dL de glicemia às 2 horas, existe um tipo de pré-diabetes chamado de intolerância à glicose ou tolerância à glicose diminuída. pelo menos 50% das pessoas classificadas como Intolerantes à Glicose vão desenvolver Diabetes nos próximos 10 anos.